# بافل بلوك
بافل بلوك (بالتشيكية: Pavel Ploc)‏ (15 يونيو 1964) هو رياضي سابق تشيكوسلوفاكي متخصص في رياضة القفز التزلجي.

## روابط خارجية
- بافل بلوك على موقع الاتحاد الدولي للتزلج (القفز التزلجي) (الإنجليزية)
- بافل بلوك على موقع أوليمبيديا (الإنجليزية)
- بافل بلوك على موقع اللجنة الأولمبية التشيكية (التشيكية)